# Joshua Oppenheimer
Joshua Lincoln Oppenheimer (født 1974 i Austin Mahone, Texas, USA) er en amerikansk-britisk filminstruktør, der er bosiddende i København.
Han har en bachelorgrad inden for filmproduktion fra Harvard University suppleret med en Ph.D. fra Central Saint Martins i London.
Joshua Oppenheimer indledte sin karriere som filminstruktør og filmskaber i sidste del af 1990'erne.
Hans film har fra starten af karrieren været kendetegnet ved at han søger at udvide dokumentarfilmens rammer gennem anvendelse af flere virkemidler hentet fra fiktion, der ofte placerer hans film inden for nye rammer som en form for eksperimentel montage.
Han står bag flere prisvindende film, ikke mindst den danskproducerede The Act of Killing fra 2012, som siden sin verdenspremiere på Toronto International Film Festival har vundet en lang række danske og internationale priser, og var Oscar-nomineret 2014 inden for kategorien Bedste dokumentar.

## Filmografi
- Hugh  (1995)
- These Places We've Learned to Call Home (1996)
- The Challenge of Manufacturing (1997)
- The Entire History of the Louisiana Purchase (1997)
- The Globalisation Tapes (2003)
- A Brief History of Paradise as Told by the Cockroaches (2003)
- Market Update (2003)
- Postcard from Sun City, Arizona (2004)
- Muzak: a tool of management (2004)
- Show of Force  (2007)
- Several Consequences of the Decline of Industry in the Industrialised World (2008)
- The Act of Killing (2012)
- The Look of Silence (2014)